# Gustav Jäde

Gustav Jäde (1850–1913)

Gustav Jäde (* 20. April 1850 in Schwartau; † 24. Juli 1913 in Lübeck) war ein Kaufmann, Mitglied der Lübecker Bürgerschaft und Errichter zweier Stiftungen.

## Leben
Jäde wurde am 20. April 1850 in Schwartau im damaligen Fürstentum Lübeck als Sohn eines Schmiedes geboren. Nach der Schulzeit in Schwartau machte Gustav Jäde eine kaufmännische Lehre in Lübeck, erwarb sich Kenntnisse im Tuchhandel und gründete 1882 in Lübeck sein Manufakturgeschäft, das den Grundstein zu seinem Wohlstand legte. Von 1901 bis kurz vor seinem Tode war er Mitglied der Lübecker Bürgerschaft – wo er der Finanzbehörde, der Steuerbehörde und von 1904 bis 1906 dem Bürgerausschuss angehörte.

Charlotte (1808–1894) und Mathias Jäde (1827–1902) – die Eltern Gustav Jädes

Der 1910 ausgestellte Ehrenbürgerbrief Gustav Jädes

1909 stiftete er seiner Heimatstadt die nach seinen Eltern Mathias Jäde (* 16. Dezember 1808; † 10. Dezember 1894) und Charlotte Jäde (* 16. Juni 1827; † 19. September 1902) – benannte Mathias und Charlotte Jäde Stiftung, deren Zweck die Einrichtung eines Altenstiftes – des 1910 eröffneten Mathias und Charlotte Jäde Stiftes – war.

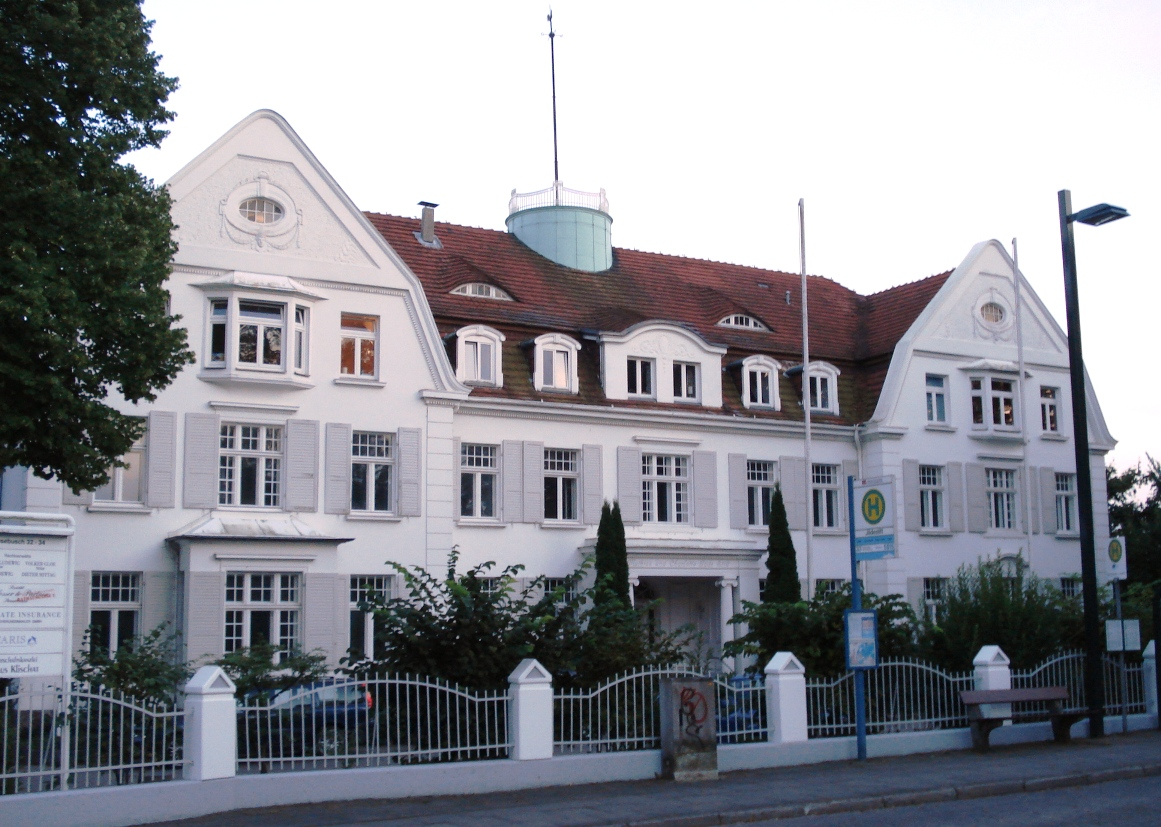
Das Gebäude des ehemaligen Mathias und Charlotte Jäde Stiftes

Für die Stiftung des Mathias und Charlotte Jäde Stiftes wurde Gustav Jäde am 6. April 1910 als erstem Bürger die Ehrenbürgerwürde der Fleckengemeinde Schwartau verliehen.
Am 24. Juli 1913 starb Gustav Jäde an den Folgen eines Diabetes.
Testamentarisch bedachte Gustav Jäde unter anderem die Mathias und Charlotte Jäde Stiftung und verfügte die Einrichtung der Gustav-Jäde-Stiftung (mit dem Zweck der Unterstützung bedürftiger und von Kaufleuten im Ausland oder in Ausbildung) in Lübeck.